# قرار مجلس الأمن التابع للأمم المتحدة رقم 1490
قرار مجلس الأمن التابع للأمم المتحدة رقم 1490، المتخذ بالإجماع في 3 تموز / يوليو 2003، بعد الإشارة إلى القرارات 687 (1991) و689 (1991) و806 (1993) و833 (1993) و1483 (2003) بشأن الحالة بين العراق والكويت، مدد المجلس تفويض بعثة الأمم المتحدة للمراقبة في العراق والكويت لمراقبة الحدود المشتركة لفترة نهائية حتى 6 أكتوبر 2003.
وجدد مجلس الأمن تأكيد التزام جميع الدول بسيادة ووحدة أراضي كل من العراق والكويت. واعترف بأن عملية البعثة والمنطقة منزوعة السلاح التي تأسست عام 1991 بين الدولتين لم تعد ضرورية لحماية الكويت من الأعمال العراقية.
وبموجب الفصل السابع من ميثاق الأمم المتحدة، مدد القرار ولاية البعثة لفترة نهائية وانتهى المنطقة المنزوعة السلاح بين البلدين. وأصُدرت تعليمات للأمين العام كوفي عنان للتفاوض بشأن نقل ممتلكات البعثة غير المنقولة وأصولها التي لا يمكن التصرف فيها بطريقة أخرى إلى العراق والكويت.

## روابط خارجية
- نص القرار في undocs.org